# Alvah Bessie
Alvah Cecil Bessie (Nova York, 4 de juny de 1904 - Terra Linda, 21 de juliol de 1985) fou un escriptor, periodista i guionista estatunidenc que va patir presó (deu mesos) i va ser inclòs a la llista negra pels responsables dels estudis cinematogràfics per pertànyer al grup conegut com els Deu de Hollywood.

## Biografia
Format a la Universitat de Colúmbia, va combatre com a voluntari en el Batalló Lincoln durant la Guerra Civil espanyola, a les Brigades Internacionals en defensa de la Segona República Espanyola. Després del seu retorn va escriure un llibre sobre la seva experiència: Men in Battle.
Bessie va escriure guions per a la Warner Brothers i altres estudis a la segona meitat de la dècada del 1940. Va ser nominat per a un Premi de l'Acadèmia com a millor història original per la pel·lícula patriòtica de la Warner Bros. Objectiu Birmània (1945).
La seva carrera va quedar detinguda el 1947, en ser convocat per la Comissió d'Activitats Antiamericanes (House Un-American Activities Committee, HUAC). Va refusar confirmar o desmentir la seva relació amb el Partit Comunista dels Estats Units i, el 1950, es va convertir en un dels Deu de Hollywood en ingressar a la presó i ser inclòs en les llistes negres. Després de la seva posada en llibertat va treballar per a un club nocturn de San Francisco, encarregat de la il·luminació i el so i sovint presentant artistes.
El 1965 Bessie va escriure un llibre sobre la seva experiència amb la HUAC, Inquisition in Eden. El 1975 va aparèixer Spain Again, la crònica de les seves experiències com a coautor i actor en la pel·lícula Espanya altra vegada, dirigida per Jaime Camino.
La seva carrera com a guionista va quedar destruïda per la seva inclusió en les llistes negres i mai va tornar a Hollywood. Al final de la seva vida, però, va tenir a veure amb el projecte de portar la seva novel·la Bread and a Stone al cinema en la pel·lícula "Hard Traveling" (1986), protagonitzada per JE Freeman i Ellen Geer. El guió per la pel·lícula va ser escrit per un dels dos fills de Alvah, Dan Bessie, que havia desenvolupat la seva carrera professional en la indústria cinematogràfica. Dan Bessie ha publicat algun dels llibres del seu pare que havien quedat inèdits o treballs dispersos, entre el que destaquen els seus Spanish Civil War Notebooks (Quaderns de la Guerra d'Espanya) (2001).
En la seva biografia familiar titulada Rare Birds: An American Family (University Press of Kentucky, 2001) el seu fill Dan Bessie esmenta que Alvah estava emparentat amb alguns empresaris de gran èxit: era sogre del conegut artista del pòster dels 60 Wes Wilson, marit d'Eva, filla de Alvah, i cunyat (per part de la seva primera dona, Mary) del famós executiu de la publicitat Leo Burnett.
Bessie va morir a Tierra Linda, Califòrnia als 81 anys.
La vida d'Alvah Bessie és el fil conductor de la pel·lícula espanyola Hollywood contra Franco (Oriol Porta, 2009).